# Christian Levrat
Christian Levrat (La Tour-de-Trême, 7 juli 1970) is een Zwitsers bestuurder en politicus voor de Sociaaldemocratische Partij van Zwitserland uit het kanton Fribourg. Hij was van 2008 tot 2020 voorzitter van zijn partij en zetelde van 2012 tot 2021 in de Kantonsraad.

## Biografie
Christian Levrat studeerde rechten aan de Universiteit van Fribourg en behaalde een master in de politieke wetenschappen aan de Universiteit van Leicester. Hij specialiseerde zich in het asielrecht.
Van 2003 tot 2008 was hij ondervoorzitter van de Zwitserse Federatie van Vakverenigingen.

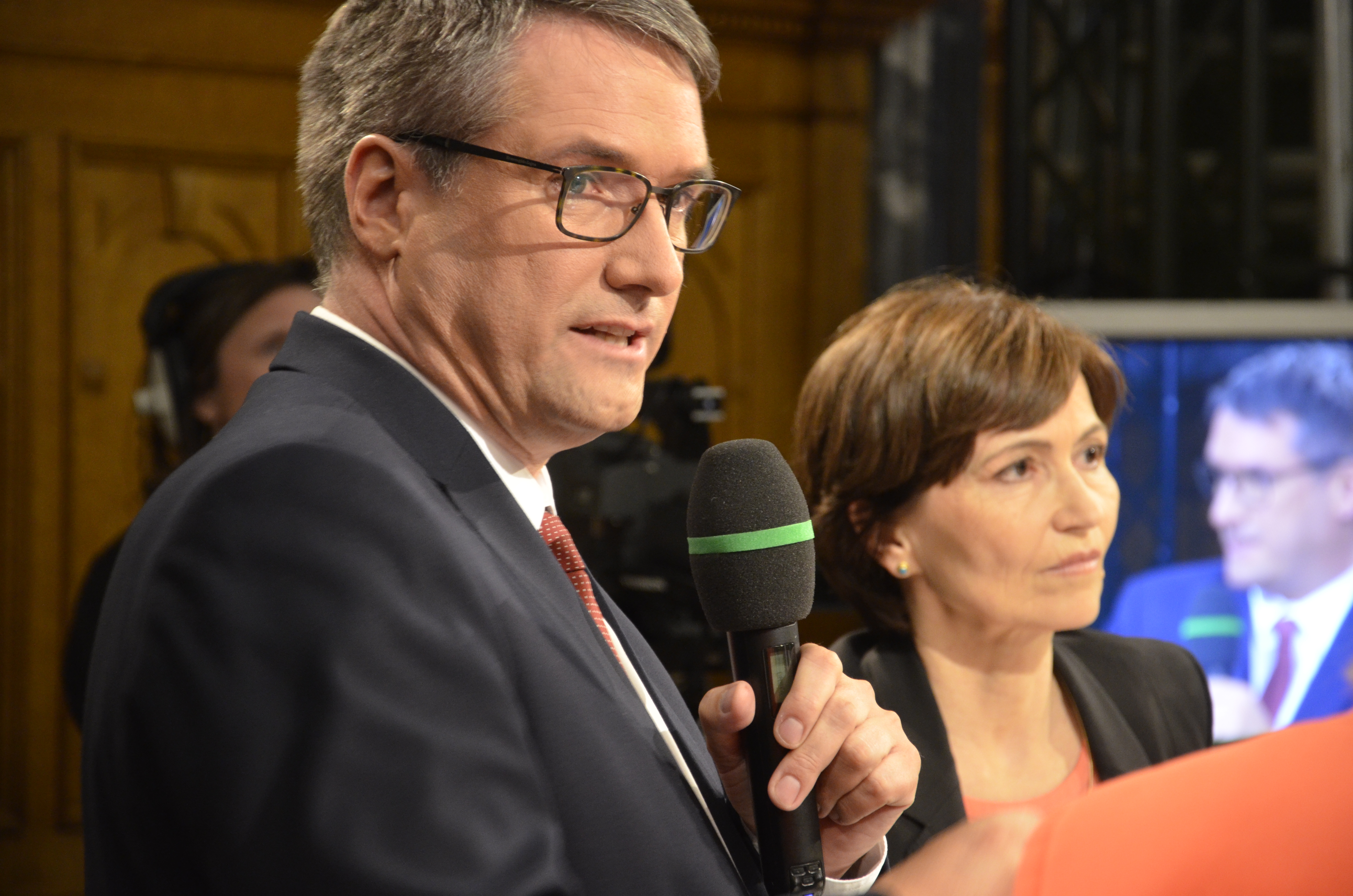
Christian Levrat met op de achtergrond Regula Rytz, voorzitster van de Groene Partij van Zwitserland, tijdens een televisiedebat in het kader van de parlementsverkiezingen van 2019. Bern, Federaal Paleis, 2019.

Bij de parlementsverkiezingen van 2003 werd hij voor het eerst verkozen in de Nationale Raad, waar hij zetelde in de commissie voor transport en telecommunicatie en de commissie voor financiën. Bij de parlementsverkiezingen van 2007 werd hij herverkozen.
In 2008 was hij de enige kandidaat om voorzitter te worden van de Sociaaldemocratische Partij van Zwitserland, in opvolging van Hans-Jürg Fehr.
Op 11 maart 2012 werd hij in de eerste ronde verkozen in een tussentijdse verkiezing voor een vacante zetel in de Kantonsraad. Er was immers in Fribourg een zetel vrijgekomen nadat Kantonsraadslid Alain Berset werd verkozen als Bondsraadslid. Levrat behaalde 54,2% van de stemmen. Hiermee werd hij het eerste Kantonsraadslid uit het district Gruyère. Bij de parlementsverkiezingen van 20 oktober 2019 geraakte Levrat herverkozen in de Kantonsraad, samen met Johanna Gapany (FDP/PLR). Na deze verkiezingen kondigde hij evenwel zijn ontslag aan als voorzitter van zijn partij.
In 2020 kwam er een einde aan zijn mandaat als partijvoorzitter. Hij werd in deze functie opgevolgd door covoorzitters Cédric Wermuth en Mattea Meyer. Levrat werd voorzitter van Garanto, de vakbond van de douaniers en de grenswachters. Bij zijn afscheid kondigde Levrat aan zich in 2021 kandidaat te zullen stellen voor de verkiezingen van de Staatsraad van Fribourg, de regering van zijn kanton. Op deze beslissing kwam hij terug nadat hij in maart 2021 door de Bondsraad werd voorgedragen als nieuwe directeur van Swiss Post. Zijn mandaat in de Kantonsraad eindigde vervolgens op 1 oktober 2021. Hij werd opgevolgd door Isabelle Chassot.